# Subdivisões do Nepal
O Nepal está dividido em 14 zonas (अञ्चल, anchal) e em 75 distritos (जिल्ला, jilla), agrupados em 5 regiões de desenvolvimento (विकास क्षेत्र, vikas kshetra).

## Regiões de desenvolvimento
As cinco regiões de desenvolvimento do Nepal são:
1. Extremo-Oeste: Mahakali (9), Seti (14)
2. Centro-Oeste: Karnali (6) Bheri (2), Rapti (12)
3. Oeste: Dhawalagiri (3), Gandaki (4), Lumbini (8)
4. Centro: Bagmati (1), Janakpur (5), Narayani (11)
5. Leste: Sagarmatha (13), Kosi (7), Mechi (10)

## Zonas
As 14 zonas estão divididas em distritos e por sua vez estes estão divididos em municípios e village development committees ("comités de desenvolvimento de aldeia"). As zonas e os distritos que as constituem são:
- Bagmati: Bhaktapur (10), Dhading (17), Katmandu (35), Kavrepalanchok (36), Lalitpur (38), Nuwakot (48), Rasuwa (56), Sindhulpalchok (66)
- Bheri: Banke (7), Bardiya (9), Dailekh (14), Jajarkot (27), Surkhet (70)
- Dhaulagiri: Baglung (3), Mustang (45), Myagdi (46), Parbat (52)
- Gandaki: Gorkha (23), Kaski (34), Lamjung (39), Manang (42), Syangja (71), Tanahu (72)
- Janakpur: Dhanusa (19), Dolkha (20), Mahottari (40), Ramechhap (55), Sarlahi (64), Sindhuli (65)
- Karnali: Dolpa (21), Humla (25), Jumla (29), Kalikot (31), Mugu (44)
- Kosi: Bhojpur (11), Dhankuta (18), Morang (43), Sankhuwasabha (62), Sunsari (69), Terhathum (74)
- Lumbini: Arghakhanchi (2), Gulmi (24), Kapilvastu (33), Nawalparasi (47), Palpa (50), Rupandehi (60)
- Mahakali: Baitadi (4), Dadeldhura (13), Darchula (16), Kanchanpur (32)
- Narayani: Ilam (26), Jhapa (28), Panchthar (51), Taplejung (73)
- Narayani: Bara (8), Chitwan (12), Makwanpur (41), Parsa (53), Rautahat (57)
- Rapti: Dang (15), Pyuthan (54), Rolpa (58), Rukum (59), Salyan (61)
- Sagarmatha: Khotang (37), Okhaldhunga (49), Saptari (63), Siraha (67), Solukhumbu (68), Udayapur (75)
- Seti: Achham (1), Bajhang (5), Bajura (6), Doti (22), Kailali (30)